# Herrarnas 1 500 meter i hastighetsåkning på skridskor vid olympiska vinterspelen 1936
Herrarnas 1 500 meter i hastighetsåkning på skridskor vid olympiska vinterspelen 1936 genomfördes 13 februari 1936.
37 skridskoåkare från femton nationer deltog.

## Medaljörer
| Guld                    | Silver                | Brons                   |
| Charles Mathiesen Norge | Ivar Ballangrud Norge | Birger Wasenius Finland |

## Rekord
Dessa rekord gällde inför spelen.
| Världsrekord     | 2:17.4(*) | Oscar Mathisen | Davos (SUI)    | 18 januari 1914 |
| Olympiskt rekord | 2:20.8    | Clas Thunberg  | Chamonix (FRA) | 27 januari 1924 |

(*) Rekordet noterat på höghöjdsbana (minst 1 000 meter över havet) och på naturis.

## Resultat
| Placering | Tävlande            | Tid    |
| Guld      | Charles Mathiesen   | 2.19,2 |
| Silver    | Ivar Ballangrud     | 2.20,2 |
| Brons     | Birger Wasenius     | 2.20,9 |
| 4         | Leo Freisinger      | 2.21,3 |
| 5         | Max Stiepl          | 2.21,6 |
| 6         | Karl Wazulek        | 2.22,2 |
| 7         | Harry Haraldsen     | 2.22,4 |
| 8         | Hans Engnestangen   | 2.23,0 |
| 9         | Ossi Blomqvist      | 2.23,2 |
| 9         | Antero Ojala        | 2.23,2 |
| 9         | Dolf van der Scheer | 2.23,2 |
| 12        | Karl Leban          | 2.24,3 |
| 12        | Eddie Schroeder     | 2.24,3 |
| 14        | Jan Langedijk       | 2.24,6 |
| 15        | Seien Kin           | 2.25,0 |
| 16        | Willy Sandner       | 2.25,3 |
| 17        | Robert Petersen     | 2.25,4 |
| 18        | Alfons Bērziņš      | 2.25,8 |
| 19        | Shozo Ishihara      | 2.26,7 |
| 20        | Lou Dijkstra        | 2.27,2 |
| 20        | Åke Ekman           | 2.27,2 |
| 22        | Aleksander Mitt     | 2.27,8 |
| 23        | Jānis Andriksons    | 2.28,9 |
| 23        | Seitoku Ri          | 2.28,9 |
| 25        | Ferdinand Preindl   | 2.29,0 |
| 25        | László Hidvéghy     | 2.29,0 |
| 27        | Heinz Sames         | 2.29,3 |
| 28        | Yasuo Kawamura      | 2.29,6 |
| 29        | Axel Johansson      | 2.29,9 |
| 30        | Roelof Koops        | 2.30,0 |
| 31        | Jaroslav Turnovský  | 2.30,5 |
| 32        | Allan Potts         | 2.31,2 |
| 33        | Kenneth Kennedy     | 2.31,8 |
| 34        | Thomas White        | 2.34,2 |
| 35        | Oldřich Hanč        | 2.57,8 |
| 36        | James Graeffe       | 3.00,5 |
| 37        | Charles De Ligne    | 3.21,9 |